# 晴れ舞台
「晴れ舞台」（はれぶたい）は、日本の歌。作詞・作曲:中村中、編曲:鈴木豪。2008年12月から2009年1月まで、NHKの歌番組『みんなのうた』で放送。
この曲は、2008年2月にデビューした黒人演歌歌手のジェロが、日本で歌手になれたことを、故郷アメリカの母親に感謝するというものである。ジェロと作者の中村中が話し合った上で、中村が曲を書き上げた。ジェロは、同年の『NHK紅白歌合戦』に出場となっている。映像は『リトル・チャロ』の映像も担当しているSpooky graphicが制作している。
この曲は、ジェロの二枚目のシングル「えいさ」のカップリング、および初のオリジナル・アルバム『約束』に収録された。2009年4月18日、USENの演歌・歌謡曲リクエストチャートで、カップリング曲としては異例の第1位を獲得している（元記事の「総合1位」は誤り）。